# Geositta poeciloptera
El minero brasileño (Geositta poeciloptera), también denominado andarín (en Paraguay) o caminera de campo, es una especie de ave paseriforme perteneciente al género Geositta de la familia Furnariidae. Es nativo del centro y este de Sudamérica.

## Distribución y hábitat
Se distribuye en los estados del centro sur del Brasil, desde el centro de Mato Grosso, Goiás, hasta el centro de Minas Gerais; en São Paulo se le considera extinto. También mantiene poblaciones localizadas en el extremo este de Bolivia (noreste de Santa Cruz en la Serranía de Huanchaca), y un espécimen fue colectado en el extremo norte del Paraguay en 1938.
Es una especie característica del ecosistema del cerrado. Sus hábitats naturales son las sabanas de llanura, con pastos ralos, abiertos o salpicadas con escasos árboles y arbustos, principalmente entre los 500 y los 1200 m de altitud. Es más numeroso en terrenos recientemente quemados, hasta cuando el suelo está todavía humeando y ha desaparecido de algunas áreas (São Paulo, por ejemplo) de cerrado debido a la falta de quemadas.

## Descripción
Mide entre 11 y 12 cm de longitud y pesa entre 17 y 19 g. Es pardo por arriba con una fina lista superciliar blanca; alas oscuras, con rufo en las plumas de vuelo (visibles en vuelo); la cola, corta, es rufa con una ancha faja subterminal negra. Garganta blanca, pardo por abajo con el pecho manchado.

## Comportamiento
Vive en pareja, es terrícola y discreto, se oculta en los pastos y, si amenazado, parte de repente en un largo vuelo. Se exhibe sobre montículos elevados abriendo las alas y ejecuta vuelos de exhibición batiendo las alas sincronizadamente.
Los hábitos de esta ave son poco conocidos, y hay una serie de cuestiones sin respuesta en relación con su historia natural. Por ejemplo, es esta especie capaz de hacer movimientos comparativamente de larga distancia entre fragmentos de hábitat conveniente, dado que parece casi desaparecer de áreas favorables después de la reproducción? y más allá, como es capaz de ‘recolonizar’ áreas recientemente quemadas tan rápido, si esta especie no es, de hecho, residente?

### Reproducción
Nidifica en cuevas de armadillos en los campos, donde construye su nido con materia vegetal seca.

### Vocalización
El canto es un «tlitlitlip!» simple y repetido, dado durante el vuelo de exhibición cuyo timbre recuerda al hornero común (Furnarius rufus).

## Estado de conservación
El minero brasileño ha sido calificado como amenazado de extinicón en grado vulnerable por la Unión Internacional para la Conservación de la Naturaleza (IUCN) debido al rápido declinio de su población como resultado de la destrucción y conversión de su hábitat de cerrado para uso humano.

### Amenazas
Ha ocurrido una extensa conversión de los hábitats de cerrado para agricultura mecanizada, creación de ganado y plantaciones de árboles no nativos. Se consideraba que dos tercios del cerrado habían sido moderada o extensivamente alterados hacia 1993, con la mayor destrucción habiendo ocurrido desde 1950. La supresión de las quemadas naturales en el cerrado han causado la desaparición de esta especie de algunas áreas del estado de São Paulo. Cerrados abiertos en terrenos planos (tales como alto de mesetas) son sitios preferidos para conversión, de forma que esta especie puede haber sufrido de la peor forma. No se adapta a pastos artificiales y no es encontrada en sabanas quemadas frecuentemente.

### Acciones de conservación
Ha sido registrado en áreas protegidas de Brasil, como los parques nacionales de Sierra de Canastra, Chapada dos Veadeiros, Emas y en Brasilia.

## Sistemática

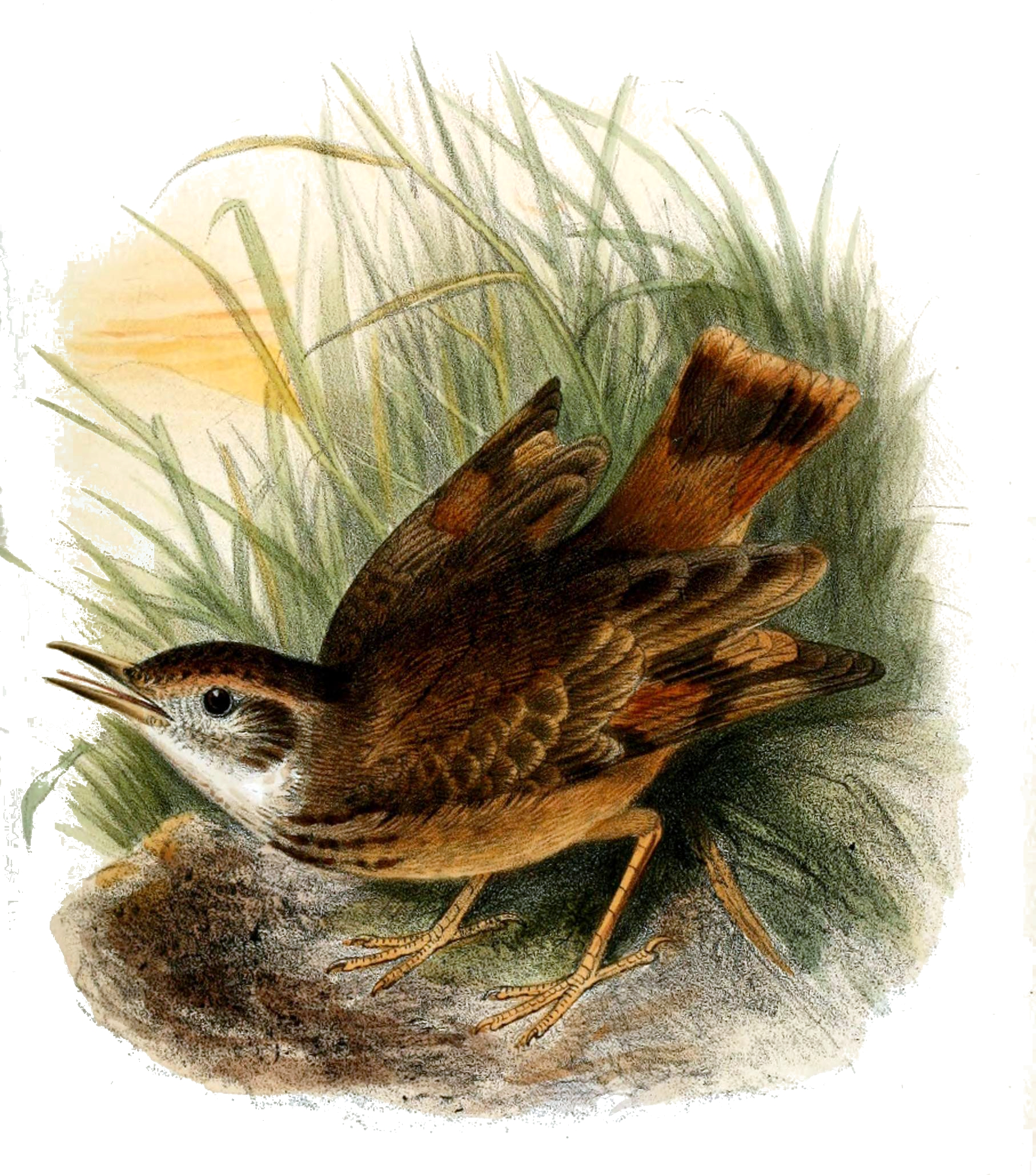
Geositta poeciloptera; ilustración de Smit, para Proceedings of the Zoological Society of London, 1866.

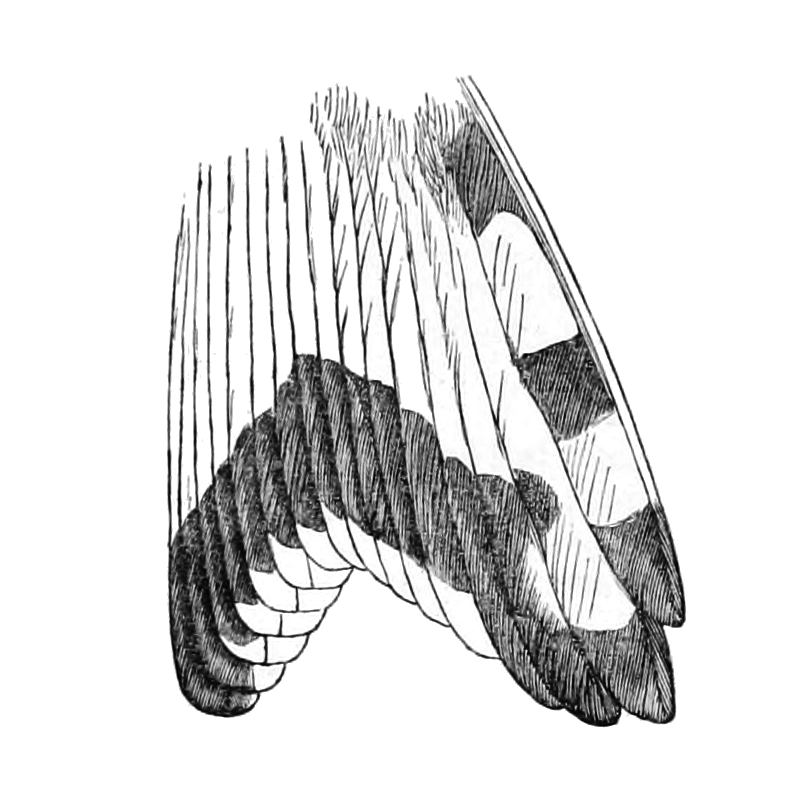
Patrón de coloración de la parte inferior de su ala.

### Descripción original
La especie G. poeciloptera fue descrita originalmente por el naturalista alemán Maximilian zu Wied-Neuwied en el año 1830, bajo el nombre científico de Anthus poecilopterus. Su localidad tipo es: «“Inner Campos Geraës of Brazil” = Límite entre Minas Gerais y Bahia».

### Etimología
El nombre genérico femenino «Geositta» es una combinación de la palabra griega «geō»: suelo, y del género Sitta, con quien se pensaba que se asemejaban las especies de este género en la época de la descripción; y el nombre de la especie «poeciloptera», proviene del griego « poikilopteros»: con alas de tonalidad variable.

### Taxonomía
Anteriormente era clasificado formando un género monotípico: Geobates. Estudios moleculares de Cheviron et al. (2005) y Derryberry et al. (2011) demostraron que debe ser agrupado dentro del género Geositta, lo que fue aprobado en la Propuesta N° 172 al Comité de Clasificación de Sudamérica (SACC).  Las características del plumaje y la distribución en tierras bajas sugieren un parentesco con Geositta cunicularia; sin embargo, los análisis de ADN la colocan en un grupo con G. crassirostris y G. rufipennis. Es monotípica.